# Szentmihályfalva
Szentmihályfalva (szlovákul: Šarišské Michaľany) falu Szlovákiában, az Eperjesi kerület Kisszebeni járásában.

## Fekvése
Kisszebentől közúton 13 km-re délkeletre, a Tarca bal partján.

## Története
1248-ban IV. Béla király oklevelében „Szent Mihaly” néven említik először, de a falu valószínűleg korábban keletkezett. Ekkor már állt Szent Mihály arkangyal tiszteletére szentelt temploma. 1403-ban a falut Sáros várának uradalmaként említik. 1427-ben 28 portát számoltak össze. A 16. században a Darholc és a Rakaczay család birtoka, később több birtokosa is volt. 1787-ben 80 házban 600 lakos élt itt.
A 18. század végén Vályi András így ír róla: „SZENT MIHÁLY. Népes tót falu Sáros Várm. földes Ura Gr. Szirmay Uraság, a’ kinek kastéllyával ékesíttetik, lakosai katolikusok, fekszik az ország útban, Eperjes, és Szeben között; Ispotállya is vagyon; határbéli földgyei középszerűek.”
1828-ban 82 háza és 622 lakosa volt.
Fényes Elek 1851-ben kiadott geográfiai szótárában így ír a faluról: „Szent-Mihály, Mihalyaszi, tót falu, Sáros vmegyében, az Eperjestől Szebenbe vivő országutban: 601 kath., 27 evang., 14 zsidó lak. Kath. paroch. templom. Határa a jobbak közül való a megyében, különösen a Tarcsa mentiben lévő rétjei nagyon jók. Van erdeje s egy kastélya. Földes ura gr. Szirmay.”
A 19. század végén és a 20. század elején számos lakos vándorolt ki a tengerentúlra. A trianoni diktátum előtt Sáros vármegye Kisszebeni járásához tartozott.

## Népessége
| Év:            | 1994. | 2004.   | 2014.   | 2024.   |
| -------------- | ----- | ------- | ------- | ------- |
| Emberek száma: | 2621  | 2698    | 2855    | 2695    |
| Eltérés:       |       | +2,93 % | +5,81 % | -5,60 % |

| Év:            | 2023. | 2024.   |
| -------------- | ----- | ------- |
| Emberek száma: | 2700  | 2695    |
| Eltérés:       |       | -0,18 % |

1910-ben 602, túlnyomórészt szlovák lakosa volt.
2001-ben 2658 lakosából 2445 szlovák és 155 cigány volt.
2011-ben 2832 lakosából 2601 szlovák és 57 cigány.
2021-ben 2759 lakosából 2575 szlovák, 27 cigány (+91), 13 (+39) ruszin, 20 egyéb és 124 ismeretlen nemzetiségű volt.

## Neves személyek
- Itt született 1902-ben Tibor Mátyás jezsuita csillagász, a kalocsai obszervatórium igazgatója, a Szent István Akadémia tagja.

## Nevezetességei
- Szent Mihály tiszteletére szentelt római katolikus temploma 1785-ben épült.
- Szent Kereszt Felmagasztalása tiszteletére szentelt görögkatolikus kápolnája 1585-ben épült, 1796-ban átépítették.
- A Szirmay család kastélya 1585-ben épült reneszánsz stílusban, 1736-ban barokk kápolnával bővítették.